# Сирим Датули
Сирлибай (Сирим) Датули, Батир Срим (каз. Сырым Датұлы), відоміший за російськими джерелами як Сирим Датов (1742, аул Сарой, нині в Західно-Казахстанській області Казахстану — 1802, аул Навої, нині Хорезмської області Узбекистану) — казахський батир, старшина казахського роду Байбакти, ватажок антиколоніального повстання казахів в 1783—1797 роках.
Роль Сирима Датова в національно-визвольній боротьбі казахського народу проти колонізаторської політики Російської імперії полягає в тому, що він зміг змусити Росію замінити ханську структуру правління Молодшим жузом колегіальною формою управління — Курултаєм. Внаслідок повстання Молодшого жузу були припинені набіги козаків, казахи отримали вільний доступ до річки Яїк (Урал). Але головною його заслугою вважається те, що вперше він зумів підняти російську колонію до рівня самостійної адміністративної території, керованої власним народом в рамках законів Російської імперії.

## Біографія
Сирлибай (пестливо Сирим) Датули походить з роду Байбакти, що належав до племінного союзу Байули Молодшого жузу. Народився він десь у 1742 році (за іншими джерелами у 1742—1743 роках) на території сучасної Західно-Казахстанської області Республіки Казахстан.
Сирим Датов увійшов в історію Казахстану як лідер першого великого антиколоніального і антіханского повстання казахів, яке в 1783—1797 роках охопило степи всього Західного Казахстану.
Сирим з юних років був розумною і справедливою людиною, у двадцяитрічному віці він став бієм роду Байбакти. Сирим Датов одним з перших очочолив збройне повстання казахів Молодшого жузу проти імперських устремлінь Росії. У 1773—1775 роках брав участь у селянській війні під проводом Омеляна Пугачова. Восени 1778 року Сирим захопив у полон і продав у рабство в Хівинське ханство похідного отамана Чаганова, який неодноразово грабував казахські аули. В грудні 1783 року козаки захопили Датова і чотири місяці утримували його в Уральській в'язниці, звідки його в квітні-травні 1784 викупили родичі «за 350 рублів і 70 коней». Повернувшись в Орду Сирим очолив антиколоніальний збройний виступ шаруа Молодшого жузу. Дії повсталих змусили російський уряд і сибірського намісника барона Ігельстрома розпочати реформу: на з'їзді казахів західної частини Орди був обраний Курултай (Народні збори) на чолі з батиром Сиримом, а ханське правління було скасоване. Ігельстром, як представник російського уряду, дав з'їзду і зборам обіцянку, що більше хана в Малій Орді, тим більше з нащадків Абулхаїра, не буде. 3 червня 1786 року Нурали-хан був усунений від влади і засланий до Уфи (де й помер у 1790 році). Діти Нурали-хана, особливо султан Єрали, встали на шлях помсти Датову і 1 жовтня 1786 року: під час проведення батиром релігійного обряду, його змогли раптово полонити. Однак у листопаді Катерина II наказала барону Ігельстрому звільнити Датова. Фактично він був звільнений з ув'язнення тільки у 1787 році. 23 жовтня того ж року указом Оренбурзької експедиції прикордонних справ від імені імператриці Катерини II Сирим був затверджений головним старшиною Молодшого жузу і зведений в гідність Тархана. В період управління жузом, Сирим Датов, хоча і зберіг систему традиційного васального правління, в основному спирався на таку демократичну структуру, як Ханська рада (Хан кенесі).
Згодом барон Ігельстром запропонував нову форму адміністративного устрою Орди. За нею західна частина Орди мала бути поділена на шість розправ, а Сирим Датов мав обійняти посаду Генерального прокурора. Однак уряд не схвалив цю ідею в цілому, підтримавши її лише в частині посилення ханського правління. Одночасно Росія стала обмежувати казахам право використовувати землі між Волгою і Яїком, що призвело до повторного протистояння Датова і російських урядових структур — батир Сирим оголосив війну. Його підтримали і казахи з узбережжя Аралу і південних відрогів Мангістау. Соратники Датова вели боротьбу одночасно з козаками, що з виступили на їх упокорення, і прибічниками правителів-султанів. Кровопролиття тривало до травня 1974 року.
Взимку 1796 року, після великого джуту, аксакали вирішили примирити ханську сторону і прихильників Датова. Однак міжособистісні відносини взяли верх — хан Єсім не хотів першим розпочинати переговори, а Сирим Датов, не володіючи реальною владою, але користуючись величезним впливом серед різних політичних груп, замість втягнути себе у безперспективну боротьбу між ворогуючими угрупованнями, перейшов із своїми аулами до Сирдар'ї і також зайняв вичікувальну позицію. Протистояння закінчилося тим, що 27 квітня 1797 сарбази Датова вбили Єсіма — Орда опинилася на межі громадянської війни. 29 серпня на зібранні султанів і біїв Молодшого жузу на річці Хобда Сирим Датов оголосив, що бажаючи єдності народу і у зв'язку зі скасуванням ханського правління і формуванням Ханських зборів, він припиняє протистояння владі і розпускає своїх сарбазів. Присутні обрали Сирим Датова головним членом Хан кенесі. Таке рішення не влаштувало одного з синів хана Нурали — султана Каратая. Каратай вирішив помститися Датову за смерть батька і брата і продовжив війну. Ухиляючись від численних нападів прибічників Каратая на повсталих, Сирим із своїми наближеними перекочував у середню течію Сирдар'ї в Хівинські кордони.
Активної участі в політичному житті Молодшого жузу після поразки повстання Сирим Датов не брав і будь-яких документальних матеріалів про цей період його життя немає. На початку XIX століття організатор великого народного повстання з невідомих причин помер — за різними даними був отруєний чи вбитий прихильниками султана Каратая. Роком його смерті у багатьох дослідженнях вказується 1802 — за твердженнями російського дослідника Я. Гавердовського, на території Хівинського ханства ранньою весною 1803 року відбулися поминки за Сримом Датовим. Звідси вченими був зроблений висновок про смерть Датова у 1802 році. Інших, більш точних відомостей, не виявлено, хоча в архівах Хіви працювали багато вчених.
Сирим Датов похований у мавзолеї, що розташований на території Республіки Узбекистан в місцевості Майлишенгел селища Навої Гурленського району Хорезмской області.

## Родина
За народними переказами, батько Сирима Датули — Дат був спокійним, врівноваженим чоловіком, мав дванадцять синів. Сирлибай народився від другої дружини — Дурдан.
Молодша сестра Сирима Датова, Орин, була дружиною сина хана Нурали Абулхаіра. Історики та літературознавці також вважають, що хан Нурали видав заміж за Датова одну з своїх дочок. Проте це не допомогло налагодити дружні стосунки — Нурали і Сирим до кінця життя залишалися ворогами. Старша сестра Сирима, Акліма, — мати знаного казахського композитора і поета, прозваного в народі Сегізсері.
Серед нащадків Датова найбільш відомий син від першої дружини Торгин — Жусуп, який народився у 1770 році. Він став старшиною, бієм і волосним управителем Байбактинського роду. Ще при житті батька Жусупа був удостоєний звання Тархан, а після його смерті Жусуп разом з султаном Абилгази активно захищав від козацьких поселень межиріччя річок Урал і Ілек, разом зі своєю дружиною боровся з колонізаторами в загоні вірного соратника батира Сирима Жоламана Тленшиули. Жусуп загинув у 1840 році, як і його батько, на чужині. А одна з дочок Жусупа стала дружиною брата Хівинського хана — Аллакули, що сприяло підтриманню союзницьких зв'язків, між Сиримом Датовим, а потім і Жусупом з хівинцями. Нерідко їх військо отримували від ханства озброєння і продовольство, а також моральну допомогу.
Від другої дружини Сирима Датова, уродженки багатого роду Алимули, що кочував пустелею Кизилкум, Конир, у 1790 році народився син Кази, згодом названий Кази-бі. Після смерті Сирима Кази виховувався у свого кизилкумського діда. Кази також пішов по стопах батька, — очолював Байбактинській рід, був сміливим і рішучим бієм. Політичні та адміністративно-господарські питання з Росією він завжди прагнув залагодити мирним шляхом, не допускаючи протистояння. Він також дослужився до звання військового старшини і Тархана. Помер Кази-бі 16 січня 1854.

## Місце поховання батира Сирима
Багаторічні пошуки могили Сирим-батира успішно завершились у травні 2007 року. Міжнародна науково-дослідницька експедиція в Узбекистан «Слідами Сирима Датова» під керівництвом професора М. Н. Сдикова, яка була організована Західно-Казахстанським центром історії та археології, в 60 кілометрах від Ургенча виявила поховання, відоме під назвою «Гаіп-ата», яке різко відрізнялося від місцевих узбецьких. «Гаіп» узбецькою означає «сторонній», «невідомий». За низкою ознак експедиція встановила, що це мавзолей Сирима Датова. У 2007 році в селищі Гурлен Хорезмской області, поруч із мавзолеєм, був встановлений пам'ятний надгробок з чорного мармуру з написом «Гаіп-ата Сирим Датули».

## Вшанування пам'яті
У 1947 році історик Михайло Вяткін, за результатами власної докторської дисертації, яку він успішно захистив у 1944 році, написав книгу «Батир Сирим», за яку був удостоєний Сталінської премії. Але часи швидко змінилися і через кілька років ім'я Сирима Датова виявилося в СРСР під забороною.
Після відновлення незалежності казахстанці гідно вшанували пам'ять батира: на честь Сарима Датова названий район в Західно-Казахстанській області, у 2000 році в Уральську, перед будівлею обласного Масліхату, встановлено пам'ятник батиру. Для студентів заснована стипендія Сирима Датова. В селищі Жанбай також встановлено пам'ятник, відкрито музей батира Сирима.